# فرانتس ساور گابلسبرگر
فرانتس ساور گابلسبرگر (آلمانی: Franz Xaver Gabelsberger؛ ‏ ۹ فوریهٔ ۱۷۸۹ – ۴ ژانویهٔ ۱۸۴۹) ماشین‌نویس اهل آلمان و مخترع تندنویسی بود که به نام تندنویسی گابلسبرگر هم شناخته می‌شود.